# 日本ゲームセンター協会
日本ゲームセンター協会（にほんゲームセンターきょうかい、Japan Gamecenter Association）は、日本のゲームセンターを運営する企業の業界団体の一つである。略称はJGA。

## 概要
1999年2月に設立された。同じく業界団体で、警察庁所管の公益法人である全日本アミューズメント施設営業者協会連合会（AOU）と異なり、任意団体である。ニュースター（山梨県）やゆにろーず（茨城県）、たつみ娯楽（栃木県）など、地区協会長やAOU役員を務める社が加盟していた。2011年現在、活動の形跡は見られないため、活動休止、あるいは自然消滅したと思われる。

## 段位認定
JGAは、設立当初より全国規模でのゲームの段位認定を計画していた。当時のアーケードゲーム専門誌であるゲーメストと提携し、会員店舗にて大会等を行う計画があったが、同誌が新声社の倒産により廃刊となり、計画倒れとなった。その後継誌であるアルカディアでも、創刊号より月刊化前までJGAのページ『日本ゲームセンター協会 PRESS ROOM』が連載されていた。